# 가쓰라촌 (이바라키현)
가쓰라촌(桂村)은 이바라키현 히가시이바라키군에 설치되었던 촌이다. 현재의 시로사토정 북부에 해당한다.

## 역사
- 1955년 2월 11일 - 아쿠쓰촌 이와후네촌 사와야마촌이 합병해 가쓰라촌이 성립하였다.
- 2005년 2월 1일 - 히가시이바라키군 조호쿠정, 니시이바라키군 나나카이촌과 합병해 시라사토정이 되었다.

## 교통

### 도로
- 국도 제123호선